# シー・フォー・マイルズ・レコード
シー・フォー・マイルズ・レコード（See for Miles Records、SFM）は、イギリスのレコード・レーベルで、コンパクトディスクの出現に先立ってイギリスで最初のリイシュー専門レーベルの1つとなった。
シー・フォー・マイルズは、1990年代にダンデライオン・レコードを含む多くのレーベルのレコードのほとんどをCDで再発した。この名前は、共同所有者のコリン・マイルズとザ・フーの「I Can See for Miles（恋のマジック・アイ）」の両方を暗示している。マイルズはシー・フォー・マイルズのパートナーであるEMIのマーク・ライによる再発プログラムに携わっており、マイルズがEMIを辞めてレーベルを設立した後に再会した。同社は経営管理に入り、2007年にレーベルの権利がフェニックス・ミュージック・インターナショナルに売却された。その後、ライはプッカ・レコード（Pucka Records）、GVCレコード、RockHistory.co.ukプロジェクトを設立し、シー・フォー・マイルズ在籍中に設立した通信販売会社マグピー・ダイレクト（Magpie Direct）も継続した。